# Saint-Sulpice-sur-Lèze
Saint-Sulpice-sur-Lèze là một xã ở tỉnh Haute-Garonne vùng Occitanie tây nam nước Pháp. Xã Saint-Sulpice-sur-Lèze nằm ở khu vực có độ cao 199 mét trên mực nước biển.